# Papirusy Chestera Beatty’ego

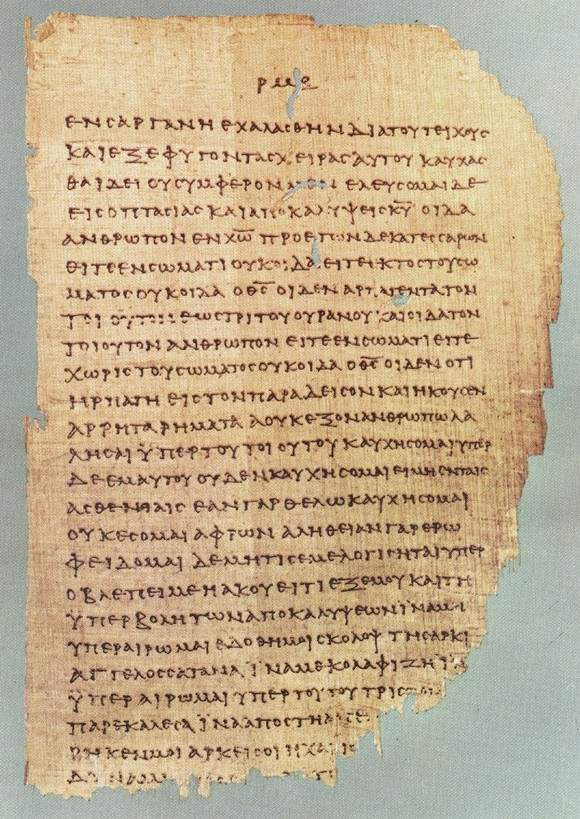
Chester Beatty I z tekstem 2 Kor 11,33–12,9

Papirusy Chestera Beatty’ego – grupa wczesnych rękopisów biblijnych z kolekcji Chestera Beatty’ego, który zakupił większość z nich. Rękopisy są pisane na papirusie w języku greckim i mają chrześcijańskie pochodzenie. W kolekcji znalazło się dwanaście rękopisów Septuaginty, trzy zawierają partie Nowego Testamentu, dwa zawierają teksty apokryficzne a inne literaturę kapłańską i mądrościową. Rękopisy datowane są na III–IV wiek, przechowywane są w Chester Beatty Library.

## Historia kolekcji
Chester Beatty nabył papirusy od handlarzy rękopisów w latach 1930–1931. Papirusy stały się znane dla świata naukowego po publikacji F.F. Bruce’a w 1934 roku. Od roku 1950 przechowywane są w Chester Beatty Library. Na przełomie lipca i sierpnia 2013 roku rękopisy zostały zdigitalizowane.

## Znaczenie
Papirusy zmieniły poglądy uczonych na wczesne rękopisy biblijne. Przed odkryciem wśród uczonych dominował pogląd, że chrześcijanie zaczęli posługiwać się kodeksem dopiero w IV wieku. Papirusy są ważne dla badań nad nomina sacra w okresie wczesnochrześcijańskim. Papirusy są także ważne dla badań tekstualnych nad grecką Biblią. Przed odkryciem najstarszymi rękopisami były Kodeks Watykański i Kodeks Synajski, które powstały po prześladowaniach Dioklecjana i jak sądzono były wynikiem recenzji. Papirusy Chestera Beatty’ego dały wgląd do okresu poprzedzającego recenzje. 

## Lista rękopisów
Nowy Testament
- Chester Beatty I ({\displaystyle {\mathfrak {P}}^{45}} Gregory-Aland) – zawiera partie czterech Ewangelii oraz Dziejów, datowany na początek III wieku.
- Chester Beatty II ({\displaystyle {\mathfrak {P}}^{46}} Gregory-Aland) – zawiera partie Listów Pawła.
- Chester Beatty III ({\displaystyle {\mathfrak {P}}^{47}} Gregory-Aland) – zawiera 1/3 Apokalipsy[1].

Stary Testament
- Chester Beatty IV oraz V – zawierają partie Księgi Rodzaju, datowane są na III–IV wiek (Rahlfs 961 i 962).
- Chester Beatty VI – zawiera Księgę Wyjścia i Powtórzonego Prawa (Rahlfs 963).
- Chester Beatty VII – zawiera Księgę Izajasza, datowany na III wiek (Rahlfs 965).
- Chester Beatty VIII – dwie karty Księgi Jeremiasza, datowane na około 200 rok (Rahlfs 966).
- Chester Beatty IX/X – zawiera Księgi Ezechiela, Księgi Daniela i Księgi Estery, datowany na III wiek (Rahlfs 967).
- Chester Beatty XI – dwa fragmenty Księgi Koheleta, datowane na IV wiek (Rahlfs 964)[1].
- Chester Beatty XIII – Księga Psalmów 72,6 – 75,13; 77, 1 – 88, 2 (Rahlfs 2149).
- Chester Beatty XIV – fragmenty Ps. 2, 1–8; 26, 1–6.8-14; 31, 8–11 (Rahlfs 2150).
- Chester Beatty XV – Ps. 1, 1 – 4, 2 z lukami (Rahlfs 2151).
- Chester Beatty XVIII – fragmenty Księgi Hioba 9, 2,12-13 (Rahlfs 854).

Apokryfy
- Chester Beatty XII – zawiera rozdziały 97–107 Księgi Henocha, datowany jest na IV wiek[1].
- Chester Beatty XVI – apokryf magów Jannesa i Jambresa[5].

Inne
- Chester Beatty XVII – literatura kapłańska[6].
- Chester Beatty XIX – „Satyra na handel” (pokrywa się z treścią rękopisu Sallier II, 6,7 - 7,2)[7].